# 艾瑪·奧希茲
艾瑪·瑪德蓮娜·羅莎麗亞·瑪莉亞·約瑟法·巴巴拉·奧希茲·「艾瑪絲姬」·德·奧奇女男爵（Baroness Emma Magdolna Rozália Mária Jozefa Borbála "Emmuska" Orczy de Orci），1865年9月23日—1947年11月12日），通稱奧希茲女男爵或艾瑪·奧希茲（Emma Orczy），是一位匈牙利裔英國作家、劇作家和藝術家。她最大的成就是寫下了知名的系列小說《紅花俠》（The Scarlet Pimpernel），她部份的畫作在倫敦皇家學院裡展示。

## 生平
出生於匈牙利赫維什州的塔那爾斯（Tarnaörs），是菲利克斯·奧希茲男爵與艾瑪·沃斯女伯爵之女。他们在匈牙利的知名友人有夏爾·古諾、弗蘭茲·李斯特與理察·華格納等。
因害怕可能發生的農民革命，她與雙親於1868年逃離匈牙利。她曾先后在布達佩斯、布鲁塞尔與巴黎居住过，艾瑪也在這段時間裡學習音樂。直到1880年，一家人搬到倫敦並寄住在同鄉法蘭西斯·畢希勤（Francis Pichler）在大波特蘭街162號的住所。之後，艾瑪就讀于西倫敦藝術學校，然後進入赫瑟禮美術學校，並在此結識她未來的先生蒙塔古·麥克萊恩·巴斯多（Montague Maclean Barstow），兩人於1894年結婚。

## 寫作

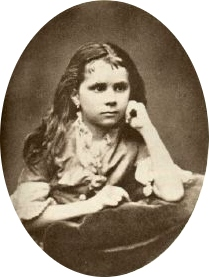
艾瑪·奧希茲十三歲時攝。

奧希茲新婚時積蓄不多，所以她開始協助丈夫的翻譯工作並繪插畫來增加微薄的收入。1899年2月25日，奧希茲生下約翰·蒙塔古·奧希茲-巴斯多（John Montague Orczy-Barstow），他是這對夫妻唯一的子嗣。同年，她在自己的生日後撰寫她的第一部小說《皇帝燭臺》（The Emperor's Candlesticks）。该小说是一部偵探小說，內容參考了《皇室雜誌》（Royal Magazine），然而，這是部失敗作。她的第二部小說《瑪麗王朝》（In Mary's Reign）在1901年問世，其表現較前作佳。
1903年，她與丈夫以自己先前描寫英國從男爵波西·布拉肯尼爵士（Sir Percy Blakeney, Bart）為藍本的故事《紅花俠》，寫下一部戲劇。故事中的這位貴族曾在法國大革命時，營救許多法國貴族。她將這部作品寫成小說並以相同名稱投稿到12家不同的出版社。之後，弗雷德·泰瑞（Fred Terry）與朱莉亞·尼爾森（Julia Neilson）同意讓這部作品在西區劇院演出。起先，觀眾並不踴躍，但是在倫敦演出四年後，卻因為打破許多舞臺台劇的記錄，逐漸在其他國家演出。而在舞台劇的成功後，更帶起小說版本的龐大銷售量。 
其後，奧希茲又為這部作品寫下了12部系列作，故事涵蓋波西·布拉肯尼爵士以及他的家庭，還有《紅花俠》故事裡，其他相關角色的故事。當中，1906年出版的第一部系列作《報復》（I Will Repay）是最受歡迎的作品；最後一部系列作《Mam'zelle Guillotine》則於1940年出版。奧希茲之後又製作了三部舞台劇，但沒有一部能像《紅花俠》一樣成功。她也撰寫過推理小說與冒險故事。她的作品《蘇格蘭場的莫莉女爵》（Lady Molly of Scotland Yard）裡以女偵探為主角，是早期推理小說較少見的例子。 
奧希茲的小说是有自己特色温文尔雅的通俗剧，她也格外喜欢历史小说。其1909年的作品《雀鷹之巢》（The Nest of the Sparrowhawk）讲的是在肯特（Puritan Kent）有位心懷不軌的監護人假扮成落難的法國王子，来欺骗他富有、美麗的養女嫁給自己。即使這些作品與《紅花俠》毫無關連，出版商仍然將這些作品稱為《紅花俠》的系列作大打廣告。
奧希茲在事业上的成就使她有能力在蒙特卡洛買下地產。她在1947年11月12日死於泰晤士河畔亨利。

## 影響
大抵，奧希茲的知名創作原型有兩類：首先，她創造了推理小說史上第一位安樂椅神探、《角落裡的老人》（The Old Man In the Corner）一書中的同名主角，老人並非與紅花俠一般行俠仗義，而是躲在咖啡廳的角落，藉著報紙的文章推理，並恥笑警方的無能。另一個，則是先前在《紅花俠》提到的，以雙重身份展開冒險故事的波西·布拉肯尼爵士，一位白天被當作紈絝子弟，卻在夜裡成為保護無辜百姓的俠士；就好像後來的唐狄哥即蘇洛、布魯斯．韋恩即蝙蝠俠而奧利弗·昆恩（Oliver Queen）則是綠箭俠（Green Arrow）。奧希茲也是創造兄弟會（band of brothers）的作家之一，其象徵著作風華麗的英雄，就如同《紅花俠》一般。如犬哮（Bulldog Drummond）、黑幫（the Black Gang）、迪克守衛（Doc Savage）與傳說五人眾（Fabulous Five）。
受到《紅花俠》的影響，20世紀的一位大英雄拉烏爾·沃倫伯格（Raoul Wallenberg）—瑞典外交官，他於第二次世界大戰拯救上萬名匈牙利猶太人。沃倫伯格的拯救行動始於他看過現代版的《紅花俠》—平珀諾·史密斯（Pimpernel Smith），更特別的是，沃倫伯格的身份也和《紅花俠》的主角一樣，是一名貴族。

## 政治观点
她坚信贵族的优越性，支持英国的帝国主义和军国主义。第一次世界大战期间，她创立了非官方组织“英格兰妇女服役联盟”（Women of England's Active Service League），旨在鼓励女性劝说男性自愿参军服役。约有2万名女性加入了她的组织。此外，她强烈反对苏联。

## 子嗣
她的兒子約翰·蒙塔古·奧希茲巴斯多以約翰·布拉肯尼（John Blakeney）的筆名寫作，筆名所用的姓氏來自奧希茲作品《紅花俠》的主角。
孫子麥克·菲利克斯奧希茲巴斯多（Michael Felix Orczy-Barstow）是一位英國飛行員，也是一位早期的計算機系統分析師，死於美國德克薩斯州的科帕斯克里斯蒂。
其後代子孫中，克里斯多福·奧希茲（Christopher Orczy） （生於1972年），則是一位住在紐西蘭的作曲家。

## 作品
（此處未完整記載）
- 《老匈牙利人的優雅歷險》（Old Hungarian Fairy Tales，1895年）
- 《貓著魔》（The Enchanted Cat，1895年）
- 《自由地之女》（Fairyland's Beauty，1895年）
- 《歐卡與白蜥》（Uletka and the White Lizard，1895年）
- 《皇帝燭臺》（The Emperor's Candlesticks，1899年）
- 《瑪麗王朝》（In Mary's Reign，1901年），后更名“The Tangled Skein”（1907年）
- 《紅花俠》（1903年登台演出，小說則發表於1905年）
- 《威廉之罪》（The Sin of William Jackson）（1906年演出）
- 《義律小姐謀殺案》（The Case of Miss Elliot，彙集推理故事，1905年出版）
- 《庇佑》（By the Gods Beloved，1905年）
- 《報復 》（I Will Repay，1906年）
- 《群人之子》 （A Son of the People，1906年）
- 《紈褲子弟》（Beau Brocade，小說：1907年，演出1908年）
- 《紅花俠高深莫測》（The Elusive Pimpernel，1908年）
- 《角落裡的老人》（1909年）
- 《雀鷹之巢》 （The Nest of the Sparrowhawk，1909年）
- 《蘇格蘭場的莫莉》（1910年）
- 《女權政治》（Petticoat Government，1910年）
- 《真實之女》（A True Woman）（1911年）
- 《杜克的賭注》（The Duke's Wager，1911年）戲劇。
- 《叛國者》（The Traitor）（1912年）
- 《愛國者》（The Good Patriots） （1912年）
- 《火焰殘株》（Fire in Stubble） （1912年）
- 《合歡子》（Meadowsweet，1912年）
- 《艾德蘭朵》 （Eldorado，1913年）
- 《Unto Cæsar》 （1914）
- 《笑柄騎士》（The Laughing Cavalier）（1914年）
- 《簡樸之橋》（A Bride of the Plains，1915年）
- 《青銅鷹》 （The Bronze Eagle，1915年）
- 《皮面》（Leatherface，1916年）
- 《湯尼大人的妻子》 （Lord Tony's Wife，1917年）
- 《一梱藍鈴》（A Sheaf of Bluebells，1917年）
- 《百合綻放》（Flower o' the Lily，1918年）
- 《灰男》（The Man in Grey）（1918年）
- 《榮耀軍團》（The Legion of Honour）（1918年）
- 《His Majesty's Well-beloved 》（1919年）
- 《紅花俠傳奇 》（The League of the Scarlet Pimpernel，1919年）
- 《波西之初 》（The First Sir Percy，1921年）
- 《空氣城堡》（Castles in the Air）（彙整，1921年）
- 《紅花俠大勝利》（The Triumph of the Scarlet Pimpernel，1922年）
- 《尼可雷特：普羅旺斯老人的歷險》（Nicolette: A Tale of Old Provence，1922年）
- 《榮耀的吉姆》（The Honourable Jim）（1924年）
- 《紅花俠與蘿絲瑪麗 》（Pimpernel and Rosemary，1924年）
- 《Les Beaux et les Dandys de Grand Siècles en Angleterre 》（1924年）
- 《麥達谷之臣》（The Miser of Maida Vale，1925年）
- 《莫名誘惑》（A Question of Temptation）（1925年）
- 《解》（Unravelled Knots，1926年）
- 《天堂》（The Celestial City）（1926年）
- 《波西的反擊 》（Sir Percy Hits Back，1927年）
- 《Skin o' My Tooth》（彙整，1928年）
- 《紅花俠的歷險 》（Adventures of the Scarlet Pimpernel，1929年）
- 《藍灰眼》（Blue Eyes and Grey）（1929年）
- 《Marivosa》（1930年）
- 《紅花俠外傳 》（The Gallant Pimpernel，1930年）集合四部系列小說
- 《In the Rue Monge》（1931年）
- 《歡樂歷險》（A Joyous Adventure，1932年）
- 《革命之子》 （A Child of the Revolution，1932年）
- 《紅花俠看世界》 （The Scarlet Pimpernel Looks at the World，1933年）
- 《紅花俠之道》 （The Way of the Scarlet Pimpernel，1933年）
- 《拿破崙的間諜》（A Spy of Napoleon，1934年）
- 《無冠之王》（The Uncrowned King，1935年）
- 《混亂女爵》（The Turbulent Duchess，1935年）
- 《波西幫》（Sir Percy Leads the Band，1936年）
- 《天賜愚蛋》（The Divine Folly，1937年）
- 《無比的愛》（No Greater Love，1938年）
- 《紅花俠的風範》 （The Gallant Pimpernel1939年）集合四部系列小說
- 《Mam'zelle Guillotine 》（1940年）
- 《騎賽》（Pride of Race，1942年）
- 《The Will-O'-The-Wisp 》（1947年）
- 《連結生命之鍊》（Links in the Chain of Life，自傳，1947年）
- 《紅花俠選集》（The Gallant Pimpernel，集合四部小說，1957年）

## 外部連結
- Works by Baroness Orczy[永久] at Blackmask
- Works by Baroness Orczy （页面存档备份，存于） at Blakeney Manor （页面存档备份，存于）
- Baroness Orczy的作品  - 古騰堡計劃
- Literary agent